# Harmochirus lloydi
Harmochirus lloydi là một loài nhện trong họ Salticidae.
Loài này thuộc chi Harmochirus. Harmochirus lloydi được K. Narayan miêu tả năm 1915.